# Dierfeld
Dierfeld este o comună din landul Renania-Palatinat, Germania.